# Pacific-Western-Airlines-Flug 3801
Pacific-Western-Airlines-Flug 3801 (Flugnummer: PW3801) war ein Frachtflug der kanadischen Fluggesellschaft Pacific Western Airlines. Am 2. Januar 1973 verunglückte auf diesem Flug eine Boeing 707-321C, die in Toronto gestartet war und einen Viehtransport nach Seoul in Südkorea durchführte, kurz vor der Zwischenlandung auf dem Edmonton International Airport. Bei dem Unfall starben fünf Insassen sowie die 86 transportierten Rinder.

## Flugzeug
Das auf dem Flug eingesetzte Flugzeug war eine Boeing 707-321C der Pacific Western Airlines. Es handelte sich um die 389. je gebaute Boeing 707 mit der Seriennummer 18826. Die Maschine war am 17. September 1964  auf ihren Erstbesitzer Continental Airlines zugelassen worden und ab dem 26. Juli 1972 mit dem Luftfahrzeugkennzeichen CF-PWZ auf die Pacific Western Airlines. Bis zum Unfall hatte die Maschine 33.059 Flugstunden bei 9458 Starts und Landungen absolviert.

## Insassen und Fracht
Der Flug wurde mit einer dreiköpfigen Besatzung durchgeführt. Der erfahrene Kapitän war ein Veteran der Luftstreitkräfte. Der 27-jährige Erste Offizier, der noch wenig Flugerfahrung mit der Boeing 707 und seine Musterberechtigung für diesen Flugzeugtyp erst kürzlich erworben hatte, war vor dem Flug 6 Wochen in Urlaub gewesen.
Die Maschine war mit 86 Holstein-Rindern beladen und es befanden sich neben der dreiköpfigen, aus Kapitän, Erstem Offizier und Flugingenieur bestehenden Besatzung zwei Tierpfleger an Bord.

## Flugverlauf
Der Flug sollte von Toronto nach Seoul führen. In Edmonton sollte die Maschine für eine Betankung zwischengelandet werden. Der erste Abschnitt des Fluges war bis kurz vor Edmonton ohne besondere Vorkommnisse verlaufen. 

## Unfallhergang
Beim Anflug herrschte in der Umgebung um Edmonton ein Schneesturm. Die Maschine wurde zu diesem Zeitpunkt durch den relativ unerfahrenen Ersten Offizier gesteuert. Der Anflug mit der schwer beladenen Maschine bei schlechter Sicht, Wind und unter Ermüdungserscheinungen bereitete ihm sichtlich Schwierigkeiten. Der Kapitän übernahm erst spät das Steuer und versuchte, die zu hohe Sinkrate der Maschine zu stoppen. Dies gelang ihm jedoch nicht – die Maschine streifte drei Kilometer vor ihrem Zielflughafen zunächst mehrere Pappeln. Dann streifte der Rumpf den Boden, während das Heck Stromleitungen mitriss. Schließlich stürzte die Maschine auf eine Erhöhung in einer Kiesgrube. Der Bug und die Cockpitsektion rissen ab, die Rinder wurden durch die Wucht des Aufpralls bis zu 100 Meter weit nach vorne aus dem offenen Flugzeugrumpf herauskatapultiert. Alle fünf Besatzungsmitglieder starben, ein Feuer brach aus.

## Trümmerfunde im Jahr 2017
Im Sommer 2017 führte die Stadtverwaltung von Leduc, im Zuge der Planungen zur Errichtung eines Löwenparks, Grünarbeiten nördlich des Telford-Sees durch. Dabei wurde eine große Menge an Trümmern der verunfallten Boeing 707 gefunden, von denen das größte etwa sieben bis acht Meter lang war. Der Kurator des Alberta Aviation Museum inspizierte und dokumentierte mit einem Team von Archäologen die Trümmer, ein etwa zwei mal zwei Meter großes Trümmerstück soll dort ausgestellt werden.